# Sancho 1. af Portugal
Sancho 1. (født 11. november 1154, Coimbra, død 26. marts 1211, Coimbra) var konge af Portugal fra 1185 til 1211.
Han var søn af sin forgænger kong Alfonso 1. Sancho havde tilnavnet Povoador, fordi han søgte efter at befolke de affolkede områder og grundlægge nye byer. Han brugte titlen konge af Silves fra 1189, indtil han mistede kontrollen med Almohad-området i 1191. 
Sancho 1. var far til datteren Berengária af Portugal, som var gift med den danske konge Valdemar Sejr. Han blev efterfulgt af sin søn Alfons 2.

## Eksterne links
- Wikimedia Commons har flere filer relateret til Sancho 1. af Portugal